# 51 ق هـ
51 ق هـ هي السنة الحادية والخمسون السابقة للهجرة النبوية، وهي توافق ما بين سنتي 572 و573 حسب التقويم الميلادي، أي أنها بدأت في سنة 572م وانتهت في سنة 573م.

## وفيات
- الأحوص بن جعفر